# Saint-Illiers-le-Bois
Pour les articles homonymes, voir Saint-Illiers.
Saint-Illiers-le-Bois est une commune du département des Yvelines, dans la région Île-de-France, en France, située à 19 km environ au sud-ouest de Mantes-la-Jolie.
Ses habitants sont appelés les Ilslériens.

Localisation de Saint-Illiers-le-Bois dans les Yvelines.

## Géographie

### Situation
La commune de Saint-Illiers-le-Bois se situe dans le nord-ouest du département des Yvelines, à la limite de l'Eure, à 18 km environ au sud-ouest de Mantes-la-Jolie, sous-préfecture, et à 60 km environ au nord-ouest de Versailles, préfecture du département.
Saint-Illiers-le-Bois est la seule commune des environs qui ne comprend aucun hameau. C'est une commune rurale située sur un plateau voué à la grande culture céréalière.

### Communes limitrophes
Elle est limitrophe des communes de Villiers-en-Désœuvre à l'ouest et au sud, de Saint-Illiers-la-Ville et Bréval à l'est, de Lommoye au nord.

### Voies de communication et transports
À l'écart des grands axes, la commune est reliée aux communes voisines par des routes départementales.

### Hydrographie
La commune est irriguée par le ruisseau de l'Étang, ou Fieffe, ruisseau de 15 km de long, affluent de l'Eure, dont le cours est orienté vers l'est, puis s'infléchit vers le sud puis vers l'ouest dans les communes voisines avant de rejoindre l'Eure à Bueil.

### Climat
Pour des articles plus généraux, voir Climat de l'Île-de-France et Climat des Yvelines.
En 2010, le climat de la commune est de type climat océanique dégradé des plaines du Centre et du Nord, selon une étude du CNRS s'appuyant sur une série de données couvrant la période 1971-2000. En 2020, Météo-France publie une typologie des climats de la France métropolitaine dans laquelle la commune est exposée à un climat océanique et est dans la région climatique Sud-ouest du bassin Parisien, caractérisée par une faible pluviométrie, notamment au printemps (120 à 150 mm) et un hiver froid (3,5 °C).
Pour la période 1971-2000, la température annuelle moyenne est de 10,4 °C, avec une amplitude thermique annuelle de 14,4 °C. Le cumul annuel moyen de précipitations est de 665 mm, avec 10,7 jours de précipitations en janvier et 8,4 jours en juillet. Pour la période 1991-2020, la température moyenne annuelle observée sur la station météorologique la plus proche, située sur la commune de Magnanville à 13 km à vol d'oiseau, est de 11,6 °C et le cumul annuel moyen de précipitations est de 641,5 mm,. Pour l'avenir, les paramètres climatiques de la commune estimés pour 2050 selon différents scénarios d'émission de gaz à effet de serre sont consultables sur un site dédié publié par Météo-France en novembre 2022.

## Urbanisme

### Typologie
Au 1er janvier 2024, Saint-Illiers-le-Bois est catégorisée commune rurale à habitat dispersé, selon la nouvelle grille communale de densité à sept niveaux définie par l'Insee en 2022.
Elle est située hors unité urbaine. Par ailleurs la commune fait partie de l'aire d'attraction de Paris, dont elle est une commune de la couronne,. Cette aire regroupe 1 929 communes,.

### Occupation des solssimplifiée
Le territoire de la commune se compose en 2017 de 91,91 % d'espaces agricoles, forestiers et naturels, 3,19 % d'espaces ouverts artificialisés et 4,89 % d'espaces construits artificialisés.

## Toponymie
Son nom a subi de nombreux changements, il se nommait Sanctus Telerus Boscus avant l'an 1200, Santus Islarus Lucus en 1204, plus tard ce fut Saint-Hellier et Saint-Illiers-des-Champs en 1605, Saint-Yliers-le-Bois puis Saint-Hilliers-le-Bois, aux XVIIIe et XIXe siècles.
L'hagiotoponyme « Saint-Illiers » dériverait de saint Hilaire, qui fut pape au Ve siècle, ou de saint Hélier, moine du VIe siècle.

## Histoire
La commune fut longtemps qu’un seul territoire, appelé Islaris locus, réunie au sein d'une même seigneurie avec Saint-Illiers-la-Ville.
La seigneurie de Saint-Illiers-le-Bois, créée en 1472 et disparue avec la Révolution française a essentiellement été détenue par deux grandes familles : la famille Du Val, parfois également seigneurs de Saint-Illiers-la-Ville (1472-1656 et 1719-1799) ; la famille du marquis de Tilly-Blaru (1656-1719).

## Politique et administration

### Liste des maires
| Période                                  | Période  | Identité       | Étiquette | Qualité |
| ---------------------------------------- | -------- | -------------- | --------- | ------- |
| Les données manquantes sont à compléter. |          |                |           |         |
| mars 2001                                | 2020     | Claude Noël    |           |         |
| mars 2020                                | En cours | Christine Noël |           |         |

### Instances administratives et judiciaires
La commune de Saint-Illiers-le-Bois appartient au canton de Bonnières-sur-Seine ainsi qu'à la communauté de communes des Portes de l’Île-de-France.
Sur le plan électoral, la commune est rattachée à la neuvième circonscription des Yvelines, circonscription à dominante rurale du nord-ouest des Yvelines.
Sur le plan judiciaire, Saint-Illiers-le-Bois fait partie de la juridiction d’instance de Mantes-la-Jolie et, comme toutes les communes des Yvelines, dépend du tribunal de grande instance ainsi que de tribunal de commerce sis à Versailles,.

## Population et société

### Démographie

#### Évolution démographique
L'évolution du nombre d'habitants est connue à travers les recensements de la population effectués dans la commune depuis 1793. Pour les communes de moins de 10 000 habitants, une enquête de recensement portant sur toute la population est réalisée tous les cinq ans, les populations de référence des années intermédiaires étant quant à elles estimées par interpolation ou extrapolation. Pour la commune, le premier recensement exhaustif entrant dans le cadre du nouveau dispositif a été réalisé en 2005.

En 2022, la commune comptait 448 habitants, en évolution de +5,16 % par rapport à 2016 (Yvelines : +2,72 %, France hors Mayotte : +2,11 %).
| 1793 | 1800 | 1806 | 1821 | 1831 | 1836 | 1841 | 1846 | 1851 |
| ---- | ---- | ---- | ---- | ---- | ---- | ---- | ---- | ---- |
| 330  | 343  | 389  | 384  | 371  | 379  | 369  | 349  | 357  |

| 1856 | 1861 | 1866 | 1872 | 1876 | 1881 | 1886 | 1891 | 1896 |
| ---- | ---- | ---- | ---- | ---- | ---- | ---- | ---- | ---- |
| 353  | 339  | 339  | 344  | 309  | 325  | 310  | 318  | 326  |

| 1901 | 1906 | 1911 | 1921 | 1926 | 1931 | 1936 | 1946 | 1954 |
| ---- | ---- | ---- | ---- | ---- | ---- | ---- | ---- | ---- |
| 279  | 266  | 261  | 253  | 250  | 212  | 226  | 231  | 243  |

| 1962 | 1968 | 1975 | 1982 | 1990 | 1999 | 2005 | 2006 | 2010 |
| ---- | ---- | ---- | ---- | ---- | ---- | ---- | ---- | ---- |
| 191  | 156  | 189  | 229  | 297  | 437  | 441  | 442  | 453  |

| 2015 | 2020 | 2022 | - | - | - | - | - | - |
| ---- | ---- | ---- | - | - | - | - | - | - |
| 434  | 425  | 448  | - | - | - | - | - | - |

#### Pyramide des âges
En 2018, le taux de personnes d'un âge inférieur à 30 ans s'élève à 37,1 %, soit en dessous de la moyenne départementale (38 %). À l'inverse, le taux de personnes d'âge supérieur à 60 ans est de 21,8 % la même année, alors qu'il est de 21,7 % au niveau départemental.
En 2018, la commune comptait 213 hommes pour 214 femmes, soit un taux de 50,12 % de femmes, légèrement inférieur au taux départemental (51,32 %).
Les pyramides des âges de la commune et du département s'établissent comme suit.
| Hommes | Classe d’âge | Femmes |
| ------ | ------------ | ------ |
| 0,0    | 90 ou +      | 1,9    |
| 4,7    | 75-89 ans    | 4,7    |
| 16,0   | 60-74 ans    | 16,4   |
| 24,5   | 45-59 ans    | 26,8   |
| 15,6   | 30-44 ans    | 15,0   |
| 17,0   | 15-29 ans    | 16,9   |
| 22,2   | 0-14 ans     | 18,3   |

| Hommes | Classe d’âge | Femmes |
| ------ | ------------ | ------ |
| 0,6    | 90 ou +      | 1,4    |
| 6      | 75-89 ans    | 7,8    |
| 13,5   | 60-74 ans    | 14,8   |
| 20,7   | 45-59 ans    | 20,1   |
| 19,6   | 30-44 ans    | 19,9   |
| 18,5   | 15-29 ans    | 16,8   |
| 21,2   | 0-14 ans     | 19,2   |

## Économie
- Agriculture.
- Le seul commerce de la commune est le bar/restaurant/concert "Le Titty Twister".

## Culture locale et patrimoine

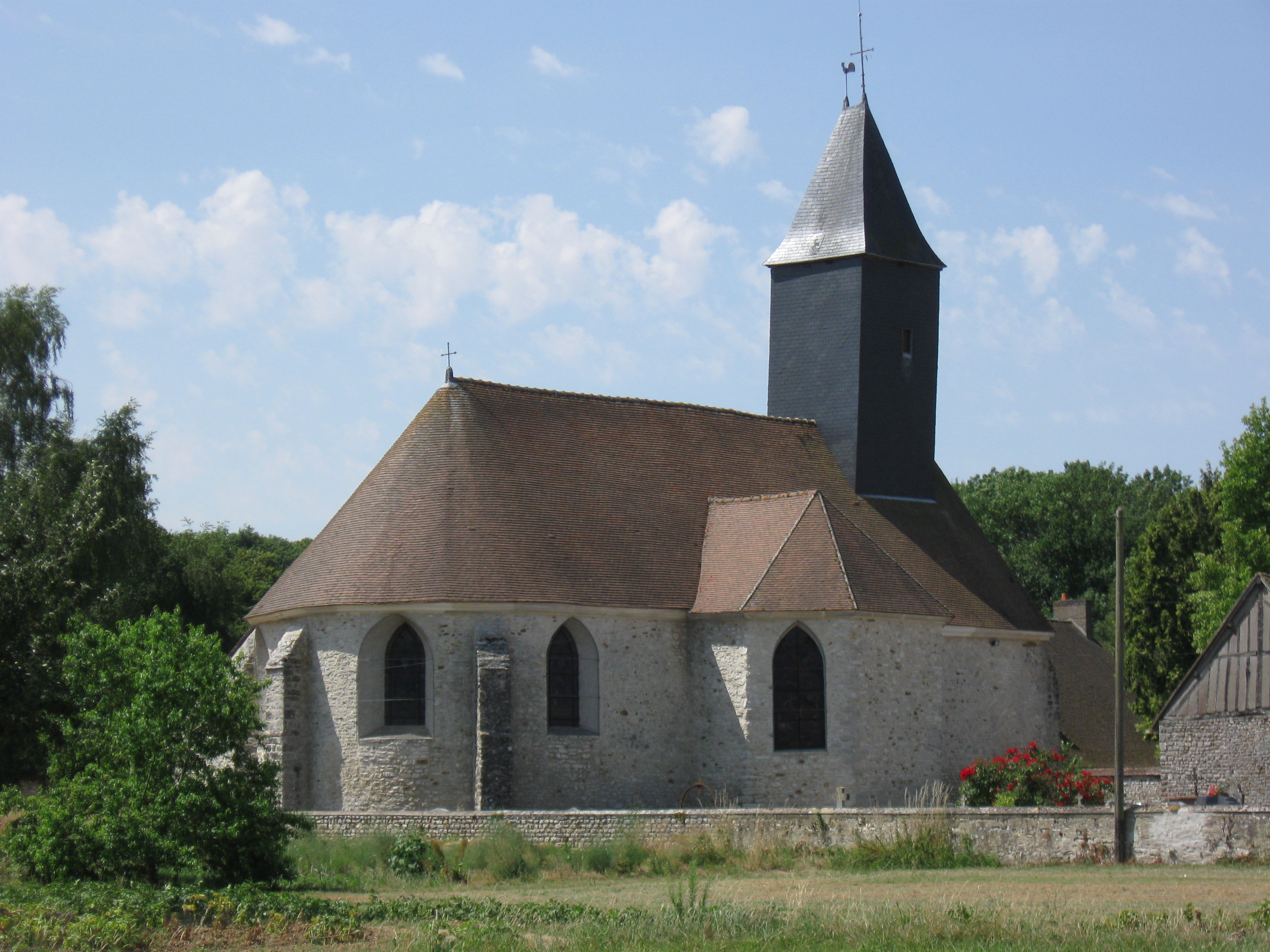
L'église de la Sainte-Trinité.

### Lieux et monuments
- Le château (ou manoir seigneurial) de Saint-Illiers-le-Bois date du XIIIe siècle.

De grands travaux de modernisation et d'agrandissement y ont été effectués au XVIe, XVIIIe et XIXe siècles. L'actuel propriétaire du château, d'origine poitevine, y a fait faire de nombreux travaux afin de faire disparaître les apports peu heureux du XIXe siècle de lui redonner autant que possible son aspect initial.
- L'église de la Sainte-Trinité date du XVIe siècle, dotée d'un clocher en tour carrée, a été remaniée aux XVIIe et XIXe siècles. Elle offre la particularité d'être entourée par le cimetière. Les reliques de sainte Clémence, offertes en 1693 par le pape Innocent XII au cardinal d'Estrées, sont conservées dans la chapelle.